# 徳川良子 (尾張徳川家)
徳川 良子（とくがわ よしこ、1869年4月18日（明治2年3月7日） - 1924年（大正13年）11月13日）は、明治時代初期から大正時代の女性。尾張徳川家第18代当主・徳川義礼の2番目の夫人。父は徳川慶勝。別名は良姫。

## 生涯
元尾張藩主・徳川慶勝の七女として生まれる。母は側室の靖恭院（那須氏）。姉・鴻子が離縁した尾張徳川家18代当主・徳川義礼の継夫人となり、1892年（明治25年）に長女の米子を出産した。米子はその後、松平春嶽の四男・錦之丞（徳川義親）と結婚して義親を尾張家の婿養子に迎え、慶勝の血筋をつないだ。
1924年（大正13年）、死去。